# Фистич
Фистич (рум. Fâstâci) — село у повіті Васлуй в Румунії. Входить до складу комуни Козмешть.
Село розташоване на відстані 275 км на північ від Бухареста, 23 км на північний захід від Васлуя, 48 км на південь від Ясс.

## Населення
За даними перепису населення 2002 року у селі проживали 1312 осіб.
Національний склад населення села:
| Національність | Кількість осіб | Відсоток |
| -------------- | -------------- | -------- |
| румуни         | 1189           | 90,6%    |
| цигани         | 123            | 9,4%     |

Рідною мовою назвали:
| Мова      | Кількість осіб | Відсоток |
| --------- | -------------- | -------- |
| румунська | 1219           | 92,9%    |
| циганська | 93             | 7,1%     |